# Чемпіонат України з футболу серед аматорів 1995—1996
Четвертий чемпіонат України серед колективів фізкультури тривав з 7 червня 1996 по 14 липня 1996 року. У ньому взяли участь 26 команд, які були розділені на 6 груп.

## Група 1
Підсумкове становище команд
| # | Команда               | 1   | 2   | 3   | 4   | І | В | Н | П | М   | О  |
| - | --------------------- | --- | --- | --- | --- | - | - | - | - | --- | -- |
| 1 | «Покуття» (Коломия)   |     | 2:1 | 2:2 | 2:0 | 6 | 3 | 3 | 0 | 9−5 | 12 |
| 2 | «Меблевик» (Чернівці) | 1:1 |     | 2:2 | +:- | 6 | 2 | 3 | 1 | 7−7 | 9  |
| 3 | «Карпати» (Рахів)     | 2:2 | 2:2 |     | +:- | 6 | 1 | 5 | 0 | 8−8 | 8  |
| 4 | «Явір» (Яворів)       | -:+ | 0:2 | 0:0 |     | 6 | 0 | 1 | 5 | 0−4 | 1  |

Команда «Явір» (Яворів) знялася з 2-го кола.
Найкращі бомбардири: Олег Клапчук («Покуття»), Руслан Матейшин («Карпати») — 3.

## Група 2
Підсумкове становище команд
| # | Команда                  | 1   | 2   | 3   | І | В | Н | П | М    | О |
| - | ------------------------ | --- | --- | --- | - | - | - | - | ---- | - |
| 1 | «Зоря» (Хоростків)       |     | 7:2 | 5:1 | 4 | 3 | 0 | 1 | 15−4 | 9 |
| 2 | ЕНКО (Луцьк)             | +:- |     | 1:0 | 4 | 3 | 0 | 1 | 11−7 | 9 |
| 3 | «Сокіл» (Радивилів)      | 1:3 | 0:8 |     | 4 | 0 | 0 | 4 | 2−17 | 0 |
| - | «Світанок» (Вінниця)     | —   | —   | —   | — | — | — | — | —    | — |
| - | «Текстильник» (Дунаївці) | —   | —   | —   | — | — | — | — | —    | — |

Команда «Світанок» (Вінниця) знялася після 2-го туру (результати матчів ЕНКО — «Світанок» — 1:2 і «Світанок» — «Зоря» — 1:1 анульовані).
Команда «Текстильник» (Дунаївці) відмовилась від участі у змаганнях.
Найкращий бомбардир: Андрій Чачкін («Зоря») — 7.

## Група 3
Підсумкове становище команд
| # | Команда                 | 1   | 2   | 3   | 4   | І | В | Н | П | М    | О  |
| - | ----------------------- | --- | --- | --- | --- | - | - | - | - | ---- | -- |
| 1 | «Папірник» (Малин)      |     | 1:1 | 0:0 | 3:0 | 6 | 3 | 3 | 0 | 8−2  | 12 |
| 2 | «Локомотив» (Сміла)     | 0:3 |     | +:- | 4:1 | 6 | 3 | 2 | 1 | 5−5  | 11 |
| 3 | «Будівельник» (Бровари) | 1:1 | 0:0 |     | 4:0 | 6 | 1 | 4 | 1 | 5−1  | 7  |
| 4 | ЦСКА-2 (Київ)           | -:+ | -:+ | 0:0 |     | 6 | 0 | 1 | 5 | 1−11 | 1  |

Команда ЦСКА-2 Київ знялася після 4-го туру.
Найкращі бомбардири: Юрій Клиновський, Віктор Калашніков, Андрій Денисюк («Папірник»), Микола Гоноз, Олег Сокирка («Локомотив»), Анатолій Сіденко («Будівельник») — по 2.

## Група 4
Підсумкове становище команд
| # | Команда                | 1   | 2   | 3   | 4   | І | В | Н | П | М    | О  |
| - | ---------------------- | --- | --- | --- | --- | - | - | - | - | ---- | -- |
| 1 | «Факел» (Варва)        |     | 2:0 | 2:0 | 3:1 | 6 | 5 | 0 | 1 | 15−4 | 15 |
| 2 | «Електрон» (Ромни)     | 1:4 |     | 1:0 | 5:2 | 6 | 3 | 0 | 3 | 8−8  | 9  |
| 3 | «Авангард» (Мерефа)    | 0:3 | +:- |     | +:- | 6 | 2 | 1 | 3 | 3−9  | 7  |
| 4 | «Локомотив» (Гребінка) | 2:1 | 0:1 | 3:3 |     | 6 | 1 | 1 | 4 | 8−13 | 4  |

Найкращий бомбардир: Валерій Саницький («Факел») — 6.

## Група 5
Підсумкове становище команд
| # | Команда                    | 1   | 2   | 3   | І | В | Н | П | М    | О |
| - | -------------------------- | --- | --- | --- | - | - | - | - | ---- | - |
| 1 | «Авангард» (Краматорськ)   |     | 3:0 | 3:0 | 4 | 2 | 2 | 0 | 8−2  | 8 |
| 2 | «Шахтар» (Ровеньки)        | 1:1 |     | 2:0 | 4 | 2 | 1 | 1 | 7−5  | 7 |
| 3 | «Будівельник» (Кривий Ріг) | 1:1 | 1:4 |     | 4 | 0 | 1 | 3 | 2−10 | 1 |
| — | «Енергія» (Бердянськ)      | —   | —   | —   | — | — | — | — | —    | — |

Команда «Енергія» (Бердянськ) відмовилася від участі у змаганнях.
Найкращий бомбардир: Віталій Мурсекаєв («Авангард») — 3.

## Група 6
Підсумкове становище команд
| # | Команда                        | 1   | 2   | 3   | 4   | І | В | Н | П | М    | О  |
| - | ------------------------------ | --- | --- | --- | --- | - | - | - | - | ---- | -- |
| 1 | «Портовик» (Керч)              |     | 1:0 | +:- | +:- | 6 | 5 | 0 | 1 | 6−3  | 15 |
| 2 | «Колос» (Осокорівка)           | 2:4 |     | 2:0 | 2:0 | 6 | 4 | 0 | 2 | 11−6 | 12 |
| 3 | «Благо» (Благоєве)             | 1:0 | 1:4 |     | 2:1 | 6 | 2 | 0 | 4 | 4−7  | 6  |
| 4 | «Локомотив» (Знам'янка)        | 0:1 | 0:1 | +:- |     | 6 | 1 | 0 | 5 | 1−6  | 3  |
| — | СК «Первомайськ» (Первомайськ) | —   | —   | —   | —   | — | — | — | — | —    | —  |

Команда СК «Первомайськ» відмовилася від участі у змаганнях.
Найкращий бомбардир: Валентин Кіданов («Колос») — 4.

## Підсумки
Піднялися до другої ліги команди-переможці груп: «Покуття» (Коломия), «Папірник» (Малин), «Факел» (Варва), «Портовик» (Керч), а також команди: ФК «Петрівці», «Локомотив» (Сміла), «Авангард» (Мерефа).
Команди «Зоря» (Хоростків) і «Авангард» (Краматорськ) відмовились від участі у другій лізі наступного сезону.